# Amanitalav, Hiriyur
Amanitalav là một làng thuộc tehsil Hiriyur, huyện Chitradurga, bang Karnataka, Ấn Độ.